# Francesco Ferrara

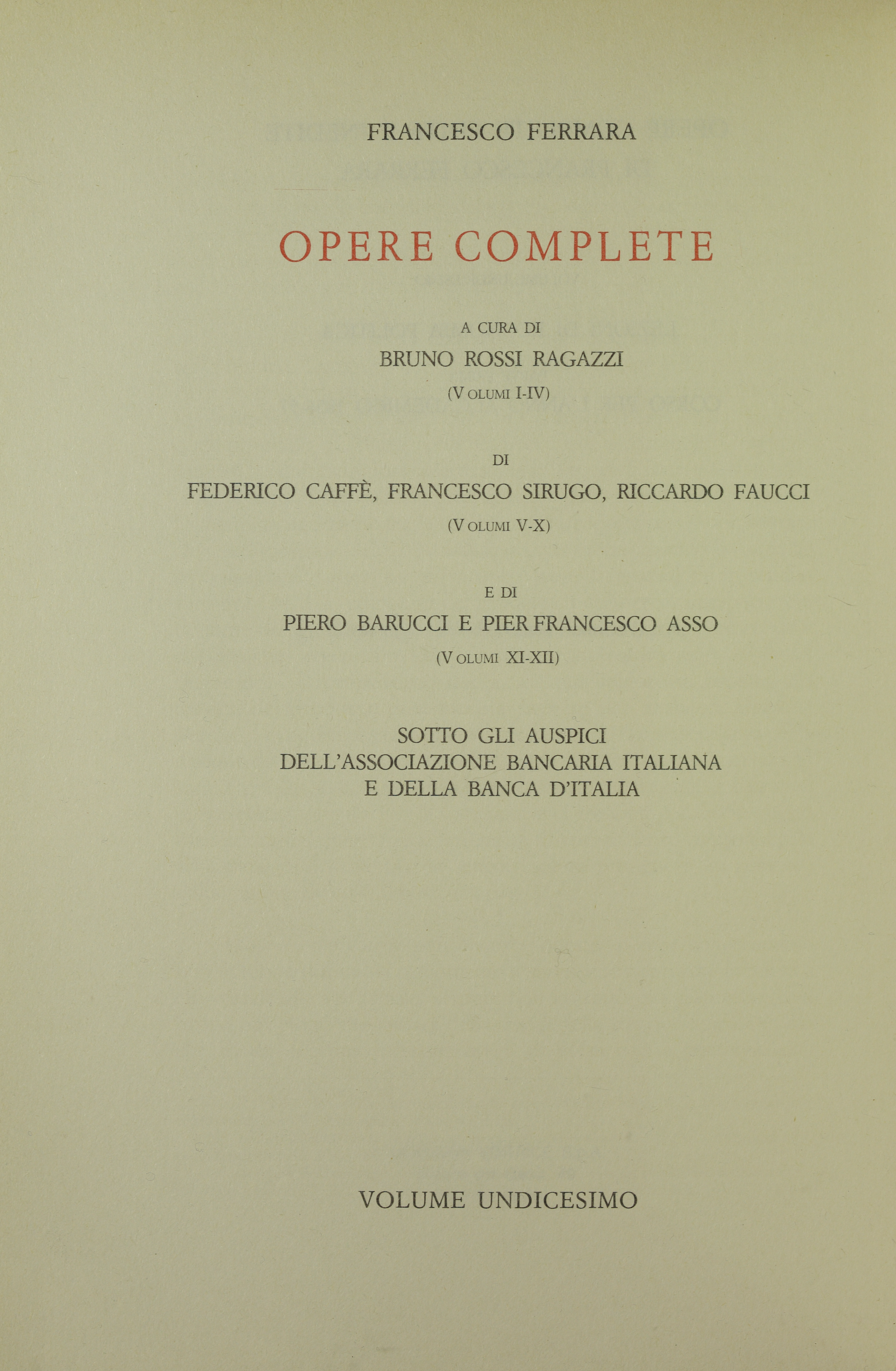
Lezioni di economia politica

Francesco Ferrara, född 7 december 1810 i Palermo, död 22 januari 1900 i Venedig, var en italiensk nationalekonom, statistiker och politiker.
Ferrara blev 1834 chef för Siciliens statistiska byrå och uppsatte tidskriften "Giornale di statistica", fängslades 1847 för sin politiska verksamhet, men kom vid 1848 års revolution på fri fot och blev medlem av Siciliens provisoriska regering. Då bourbonernas välde återställdes, stannade han kvar i Piemonte, där han befann sig på en politisk beskickning, och var 1849-64 professor i nationalekonomi först vid Turins och därefter vid Pisas universitet.
En kortare tid, från maj till juli 1867, var Ferrara, som 1865 invalts i italienska deputeradekammaren, finansminister i Urbano Rattazzis kabinett. År 1868 blev han direktör för handelshögskolan i Venedig och 1881 medlem av senaten. Som nationalekonom anslöt han sig nära till "harmoniekonomerna" Frédéric Bastiats och Henry Charles Careys läror. Han utgav bland annat det stora samlingsverket "Bibliotheca dell' economista" (27 band, 1850-68); hans kritiska inledningar till i detta verk publicerade arbeten, Esame storico-critico degli economisti, utkom samlade i två band 1889-90.